# L'uomo di cenere
L'uomo di cenere (in arabo ريح السد‎?, Rīḥ as-sadd, lett. "Il vento che porta via tutto"; in francese L'Homme de cendres) è un film del 1986 scritto e diretto da Nouri Bouzid, al suo esordio alla regia di un lungometraggio.

## Trama
Hachemi e Farfat sono due giovani ebanisti che lavorano nella città di Sfax. Hachemi, costretto dalla famiglia, sta per sposarsi, mentre Farfat comincia a vagabondare senza meta, pensando di trasferirsi a Tunisi. Ambedue condividono un segreto: da ragazzi sono stati violentati da Ameur, il falegname dove effettuavano il loro apprendistato. Hachemi, nel tentativo di fuggire dalla vita matrimoniale futura, si rifugia nel passato e nei fantasmi che lo compongono. Una sera si recano a casa di Ameur. Farfat uccide Ameur con una coltellata e si allontana definitivamente dalla città, mentre Hachemi va incontro al suo destino, tornando a casa per sposarsi.

## Il film
L'Homme de cendres affronta il tema della memoria e del passato violento, rappresentato da un'infanzia abusata. Il film rappresenta secondo il regista il legame con un passato collettivo violento, che attraverso la conflittualità dei personaggi, evoca alcune caratteristiche della società tunisina. L'atto autoritario e di costrizione del padre di Hachemi non è totalmente negativo, ma si pone come tentativo di ristabilire un ordine nella struttura gerarchica patriarcale, che è in pericolo.
Il regista fu per questo accusato di portare sullo schermo temi personali che riguardavano la propria infanzia, mentre, come dichiarato da Bouzid, il film è una riflessione e trasposizione nella fiction delle conseguenze del passato violento del proprio paese. Anche l'infanzia di Fellini in Amarcord è fittizia, poiché la realtà drammatica come sempre attinge dalla realtà storica, che rappresenta una fonte inesauribile per gli artisti.

## La critica
La critica e il pubblico si sono divisi sul personaggio di Levy, il musicista ebreo del film, interpretato da Yaacoub Bchiri. Il regista ha dichiarato che sulle reazioni che tale presenza avrebbe suscitato era perfettamente cosciente. Bouzid infatti, a causa della sua appartenenza politica e militanza all'interno di un partito come il "GEAS", che sulla questione palestinese sosteneva la necessità di creare due Stati indipendenti, ha trascorso cinque anni in carcere, assieme ad un amico ebreo che militava nella stessa associazione, conoscendo perfettamente la questione. 
Il dialogo tra culture è fondamentale, secondo Bouzid, e il personaggio di Levy è parte integrante del patrimonio storico tunisino, oltre che della memoria personale del regista. La scelta del Signor Levy nel film ha infatti una funzione drammaturgica importante: la gioia e il piacere (il matrimonio) che Hachemi rifiuta in quanto struttura patriarcale, vengono provate attraverso la canzone e la musica di Levy. La società patriarcale non può realizzare la felicità di Hachemi, che cerca quindi conforto nella marginalità, rappresentata dall'anziano musicista.

## Riconoscimenti
- 1986 - Festival di Cannes[2]
  - Premio Un Certain Regard
- 1986 - Giornate cinematografiche di Cartagine[2]
  - Tanit d'oro
- 1986 - Taormina Film Fest[4]
  - Cariddi d'oro